# Susana Nobre

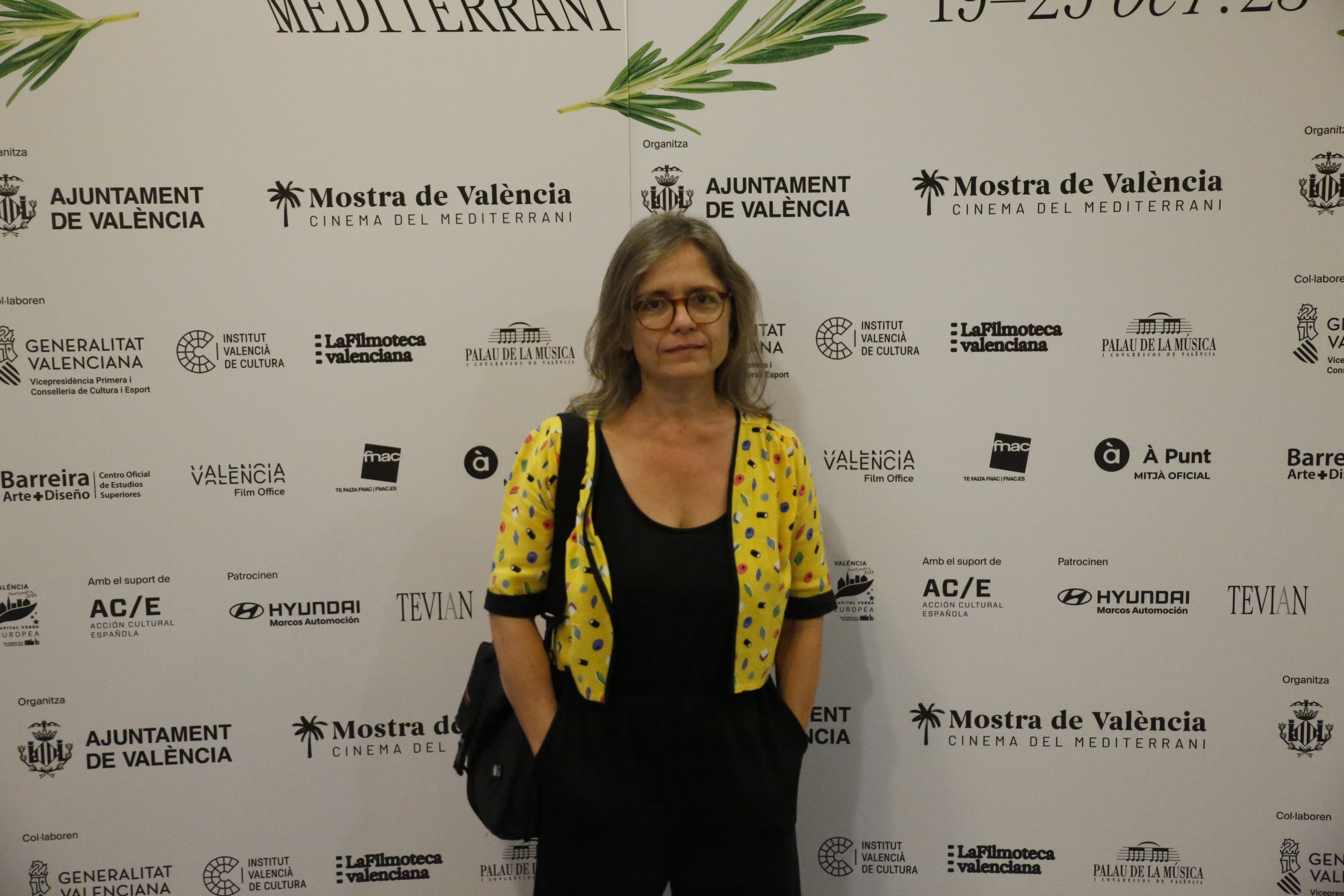
Susana Nobre

Susana Nobre (* 1974 in Lissabon) ist eine portugiesische Filmregisseurin. Für einige ihrer Filme ist sie auch die Drehbuchautorin. Zudem ist sie Filmproduzentin, mit Schwerpunkt auf der Produktion von jungen Kurzfilmen und Dokumentationen, aber auch engagierte Spielfilme produziert sie.

## Werdegang
Sie studierte Kommunikationswissenschaften an der Universidade Nova de Lisboa in ihrer Heimatstadt, wo sie nach ihrem Abschluss 1998 am Aufbau eines Kreativlabors für Film beteiligt war und dort Kunstvideos für die Gulbenkian-Stiftung mit schuf. Seither führte sie mehrfach Regie für eine Reihe Kurzfilme, die sie häufig auch produzierte und für die sie zum Teil auch die Drehbücher schrieb.
Zusammen mit André Dias´ Filmproduktionsgesellschaft Raiva schuf sie 2004 ein kreatives Filmatelier für Senioren, mit finanzieller Unterstützung durch das staatliche Filminstitut Instituto do Cinema, Audiovisual e Multimédia (ICAM, heute ICA).
Im Sommer 2005 nahm sie am Filmregie-Kurs teil, der von der London Film School in Kooperation mit der Gulbenkian-Stiftung ausgerichtet wurde.
2008 ging aus der Produktionsfirma Raiva die heutige Terratreme hervor, zu deren Leitung sie seither gehört.
2010 lehrte sie Regie an der Kunst- und Designhochschule Escola Superior de Artes e Design in Caldas da Rainha.
Einen ihrer ersten Filmpreise erhielt sie 2015 beim internationalen Filmfestival im französischen Amiens für ihren Kurzfilm Provas, Exorcismos, der zudem beim Filmfestival von Cannes 2015 in der Kurzfilm-Sektion der Reihe Quinzaine des réalisateurs antrat.
Mit Tempo Comum (zu deutsch: Gemeinsame Zeit) erschien 2018 ihr erster langer Spielfilm. Nobre führte hier nicht nur Regie, sondern schrieb auch das Drehbuch und produzierte ihn mit. Der ruhige, halbdokumentarische Film erzählt anhand der Besuche von Familie und Freunde bei einer Mutter und ihrem Neugeborenen eine Parabel auf den Verlauf des menschlichen Lebens. Das Werk lief im Wettbewerb einer Vielzahl internationaler Filmfestivals, darunter das International Film Festival Rotterdam, das Dhaka International Film Festival, das Rome Independent Film Festival, das Festival do Rio, das Festival Internacional de Cine de Gijón, das Jakarta International Documentary and Experimental Film Festival und das IndieLisboa.
Für ihren Spielfilm Jack’s Ride (2021) war sie gleich für eine Vielzahl Filmpreise nominiert, u. a. bei der Berlinale 2021 (Sektion Forum) und wurde bei einigen auch prämiert, darunter beim portugiesischen Caminhos do Cinema Português, beim argentinischen Construir Cine, bei der DocumentaMadrid, beim chilenischen FIDOCS und zweimal beim IndieLisboa 2021.
2022 produzierte sie Nação Valente, ein Filmdrama des angolanischen Regisseurs Carlos Conceição. Der Film, mit João Arrais, Anabela Moreira, Gustavo Sumpta und Leonor Silveira in den wichtigsten Rollen, ist im Übergang vom ausgehenden Portugiesischen Kolonialkrieg und beginnenden Bürgerkrieg in Angola 1974/1975 angesiedelt und lief auf zahlreichen internationalen Filmfestivals, darunter beim Locarno Film Festival 2022, wo er für einen Goldenen Leoparden nominiert war und mit zwei anderen Filmpreisen ausgezeichnet wurde. Der Film lief auch beim irischen Cork International Film Festival, der brasilianischen Mostra Internacional de Cinema de São Paulo, dem Internationalen Filmfestival Thessaloniki und dem LEFFEST – Lisbon & Sintra Film Festival.
2023 trat ihre ruhige, subtil komische Regiearbeit Cidade Rabat bei der Berlinale 2023 in der Sektion Forum an und war damit für den Caligari Filmpreis nominiert. Auch das Drehbuch stammt von ihr, und der Film wurde von der Filmgesellschaft Terratreme Filmes produziert, die sie mit leitet.

## Filmografie
| - 2001: As Nadadoras (Kurzfilm) -auch Regie- - 2007: Estação (Kurzfilm); R: Luís Miguel Correia - 2009: Canto da Terra d'Água (Doku., Kurzfilm); R: Francesco Giarrusso, Adriano Smaldone - 2015: Maria do Mar (Kurzfilm); R: João Rosas - 2016: Ascensão (Kurzfilm); R: Pedro Peralta - 2016: Ama-San – Die Frauen des Meeres (Ama-San); R: Cláudia Varejão - 2017: Tudo o Que Imagino (Doku-Drama, Kurzfilm); R: Leonor Noivo - 2017: A Fábrica de Nada; R: Pedro Pinho - 2018: Ordinary Time (Tempo Comum) -auch Regie- - 2018: Campo (Doku.); R: Tiago Hespanha - 2019: Ave Rara; R: Vasco Saltão - 2019: Batida de Lisboa (Dou.); R: Rita Maia, Vasco Viana - 2019: Raposa (Doku., Kurzfilm), R: Leonor Noivo - 2019: O Fim do Mundo; R: Basil da Cunha - 2019: Suzanne Daveau (Doku.); R: Luisa Homem - 2019: Outside the Oranges Are Blooming (Doku., Kurzfilm); R: Nevena Desivojevic - 2019: Destiny Deluxe (Kurzfilm); R: Diogo Baldaia - 2020: Catavento (Kurzfilm); R: João Rosas - 2020: Noite Perpétua (Kurzfilm); R: Pedro Peralta - 2021: Madrugada (Kurzfilm); R: Leonor Noivo - 2021: Genesis 22 (Kurzfilm); R: José Edgar Feldmann - 2022: Morada; R: Eva Ângelo - 2022: Uma Rapariga Imaterial (Kurzfilm); R: André Godinho - 2022: Raticida (Kurzfilm); R: João Niza Ribeiro - 2022: Heitor Sem Nome (Kurzfilm); R: Vasco Saltão - 2022: Nação Valente; R: Carlos Conceição | - 2001: As Nadadoras (Kurzfilm) -auch Produzentin und Drehbuch- - 2003: O Que Pode Um Rosto (Doku.) - 2006: Boys & Girls (Kurzfilm) -auch Drehbuch- - 2006: Estados da Matéria (Kurzfilm) - 2011: Lisboa-Provincia (Kurzfilm) -auch Drehbuch- - 2014: Vida Activa (Doku.) - 2015: Provas, Exorcismos (Kurzfilm) - 2016: No Trilho dos Naturalistas: Viagens Philosophicas (Doku.) - 2018: Ordinary Time (Tempo Comum) -auch Produzentin und Drehbuch- - 2021: Jack’s Ride (No Táxi do Jack) -auch Drehbuch- - 2023: Cidade Rabat -auch Drehbuch- |